# Ziua Mondială a Mediului
Ziua Mondială a Mediului sau Ziua Mediului Înconjurător, este aniversată în fiecare an pe data de 5 iunie. 
Ea a fost instituită în 1972 de Adunarea Generală a Națiunilor Unite pentru celebrarea Conferinței "Ecologia Umană" de la Stockholm și reprezintă elementul cel mai important al "Programului pentru Mediu" al Națiunilor Unite (UNEP).